# Arturo Warman
Arturo Warman Gryj  (* 9. September 1937 in Mexiko-Stadt; † 21. Oktober 2003 ebenda) war ein mexikanischer Ethnologe, Sozialanthropologe, Hochschullehrer und Politiker des Partido Revolucionario Institucional (PRI), der unter anderem zwischen 1994 und 1995 Minister für Landwirtschaft, Viehzucht und ländliche Entwicklung sowie von 1995 bis 1999 Minister für Agrarreform war.

## Leben
Arturo Warman Gryj stammte aus einer jüdischen Einwandererfamilie und war der Sohn des Kaufmanns Issac Warman Langman und dessen Elena Gryj Moses sowie ein Bruder des Ethnologen Erick Warman Gryj und des Architekten Nathan Warman Gryj, der von 1976 bis 1982 Unterstaatssekretär im Ministerium für Staatsvermögen und industrielle Entwicklung war. Er selbst absolvierte ein Studium der Ethnologie an der Nationalen Schule für Anthropologie und Geschichte ENAH (Escuela Nacional de Antropología e Historia) und schloss ein postgraduales Studium der Ethnologie an der Nationalen Autonomen Universität von Mexiko (UNAM), welches er mit einem Maestría en Etnología beendete. Er erwarb zudem einen Doktor in Sozialanthropologie an der Universidad Iberoamericana Ciudad de México (UIA), an der er zwischen 1968 und 1976 als Professor und Forscher tätig war. Wissenschaftlich zeichnete er sich zunächst als Folklorist sowie dann vor allem als Kenner der Bauernschaft aus. 1976 erhielt er den Forschungspreis der Mexikanischen Akademie der Wissenschaften und lehrte zwischen 1976 und 1978 als Professor an der Universidad Autónoma Metropolitana (UAM). Im Anschluss wurde er 1978 Leiter des Forschungszentrums für ländliche Entwicklung des damaligen Ministeriums für Programme und Haushalt und arbeitete zudem zwischen 1979 und 1988 als Forscher am Institut für Sozialforschung (Instituto de Investigación Social) der UNAM. Er unterrichtete zudem als Seminarleiter am Zentrum für Forschung und fortgeschrittene Studien in Sozialanthropologie CIESAS (Centro de Investigaciones y Estudios Superiores en Antropología Social).
1988 erfolgte die Ernennung von Warman, der 1987 Mitglied der Partei der Institutionalisierten Revolution PRI (Partido Revolucionario Institucional) wurde, zum Generaldirektor des Nationalen Instituts für indigende Bevölkerung INPI (Instituto Nacional de los Pueblos Indígenas) durch Präsident Carlos Salinas de Gortari, als dessen politischer Ideologe er galt. Er bekleidete die Funktion als Präsident des INPI bis 1992 und fungierte daraufhin zwischen 1992 und 1994 als Ombudsman für Agrarangelegenheiten (Procurador agrario). In der Regierung von Präsident Ernesto Zedillo Ponce de León übernahm er vom 1. Dezember 1994 bis zu seiner Ablösung durch Francisco Labastida Ochoa am 22. Januar 1995 den Posten als Minister für Landwirtschaft, Viehzucht und ländliche Entwicklung (Secretario de Agricultura, Ganadería y Desarrollo Rural). Er selbst wiederum übernahm bei der Kabinettsumbildung am 22. Januar 1995 als Nachfolger von Miguel Limón Rojas das Amt als Minister für Agrarreform (Secretarío de la Reforma Agraria) und bekleidete dieses bis zum 6. April 1999, woraufhin Eduardo Robledo Rincón ihn ablöste.

## Veröffentlichungen
- De eso que llaman antropología mexicana, („Über die sogenannte mexikanische Anthropologie“), 1970.
- La danza de moros y cristianos, („Der Tanz der Mauren und Christen“), 1972.
- Los campesinos, hijos predilectos del régimen („Bauern, Lieblingskinder des Regimes“), 1972.
- Y venimos a contradecir: Los campesinos de Morelos y el Estado nacional, („Und wir kommen zum Widerspruch: Die Bauern von Morelos und der Nationalstaat“), 1976.
- Ensayos sobre el campesinado mexicano en nueva imagen durante 1980, („Essays über die mexikanische Bauernschaft in einem neuen Bild im Jahr 1980“), 1980.
- El cultivo del maíz en México: diversidad, limitaciones y alternativas. Seis estudios de caso, („Maisanbau in Mexiko: Vielfalt, Grenzen und Alternativen. Sechs Fallstudien.“ , 1980.
- Estrategias de sobrevivencia de los campesinos mayas, („Überlebensstrategien der Maya-Bauern“), 1985, UNAM
- La historia de un bastardo, maíz capitalismo, („Die Geschichte eines Bastards: Maiskapitalismus“), 1988.
- La política social en México: 1989–1994, („Sozialpolitik in Mexiko: 1989–1994“), 1994.
- El campo mexicano en el siglo XXI, („Das mexikanische Land im 21. Jahrhundert“), 2001.
- Los indios mexicanos en el umbral del milenio, („Mexikanische Indianer an der Schwelle zum Jahrtausend“), 2003.

## Hintergrundliteratur
- Maria Antonieta Gallart, Teresa Rabiela Rojas: Arturo Warman: Bibliografia, UNAM 2004
- Roderic Ai Camp: Mexican Political Biographies, 1935–2009, University of Texas Press, Austin 2011, ISBN 978-0-292-72634-5
- Manuel Quijano Torres: 200 AÑOS DE ADMINISTRACIÓN PÚBLICA EN MÉXICO. LOS GABINETES EN MÉXICO: 1821–2012, INAP 2012 (Memento vom 26. Januar 2022 im Internet Archive)